# Santuário de Vida Selvagem de Chatthin
O Santuário de Vida Selvagem de Chatthin é uma área protegida na Região de Sagaing de Miyanmar que foi estabelecida em 1941, estendendo-se por uma área de 260.07 km2 (100.41 sq mi). Ele está localizado em Kanbalu Township.
O Santuário de Vida Selvagem de Chatthin fornece habitat para os cervos de Eld. O leopardo da Indochina foi considerado quase localmente extinto em 2000.